# Spindeln
Der Ausdruck Spindeln hat sich im Bereich der mobilen Zerspanung, also der Vor-Ort-Bearbeitung von Metallgroßbauteilen, als Begriff für das Ausdrehen von Bohrungen etabliert.
Bei dieser Art der Bearbeitung steht das Werkstück still, das Werkzeug rotiert und wird durch die Bohrung vorgeschoben.
Beim Spindeln wird ein mobiles Bohrwerk vor einer Bohrung mittels Spannzeugen befestigt, auf der Rückseite der Bohrung kann ein Gegenlager montiert sein. Die Spindel ist durchs Bohrwerk, die Bohrung und das Gegenlager geführt, auf der Spindel wird ein Stahlhalter mit entsprechendem Werkzeug befestigt.
Durch das Drehen der Spindel und gleichzeitiges Vorschieben wird mittels eines Schneidewerkzeugs die Bohrung von innen ausgedreht.
Es kann so eine enge Toleranz (Technik) auch an Bauteilen erzeugt werden, die für einen Transport und/oder ein stationäres Bearbeitungszentrum zu groß sind. Häufiger Anwendungsfall sind Arbeiten an engen Stellen in komplexen Anlagen.
Herkunft
Der Begriff geht zurück auf das Wort Spindel, das ursprünglich ein Werkzeug zum Spinnen bezeichnet.